# Виктор Авбељ
Виктор Авбељ — Руди (Превоје, код Љубљане, 26. фебруар 1914 — Љубљана, 3. април 1993) био је учесник Народноослободилачке борбе, друштвено-политички радник СР Словеније, јунак социјалистичког рада и народни херој Југославије. У периоду од 1979. до 1984. обављао је функцију председника Председништва СР Словеније.

## Биографија
Рођен је 26. фебруара 1914. у селу Превоје, код Љубљане. Потиче из сиромашне сељачке породице. после завршене гимназије уписао је Правни факултет у Љубљани, на коме је дипломирао 1939. године. За време студија приступио је студентском револуционарном покрету и 1937. постао члан Комунистичке партије Југославије (КПЈ). Посебно је сарађивао са познатим словеначким револуционарима — Тонетом Томшичем, Борисом Крајгером и Францом Лескошеком.
После окупације Краљевина Југославије, априла 1941. године, остао је у Љубљани и организовао акције против окупатора. Италијани су га, у једној рацији, ухапсили 29. октобра 1941. године, али је успео да се уз помоћ фалсификованих докумената после 11 дана извуче. Децембра 1941. постао је секретар Окружног комитета КП Словеније у Новом Месту, а његов главни задатак био је ширење и јачање Народноослободилачког покрета у Долењској. 
Када је септембра 1942. формирана „Губчева бригада“, постављен је за њеног првог политичког комесара. Од јануара до јула 1943. био је политички комесар Прве долењске оперативне зоне; у том својству је био заменик политичког комесара, а у априлу политички комесар Оперативног штаба хрватско-словеначких бригада у заједничким акцијама. Од јула до августа био је политички комесар Петнаесте словеначке дивизије; од априла 1943. до фебруара 1944. заменик политичког комесара Главног штаба НОВ и ПО Словеније.
Приликом похода Четрнаесте словеначке дивизије преко Хрватске на Штајерску, 22. фебруара 1944. године, на гребену изнад Равни био је рањен. Септембра 1944. послат је у Словеначко приморје на дужност политичког комесара Деветог словеначког корпуса НОВЈ. За политичког комесара Главног штаба НОВ и ПО Словеније именован је 27. марта 1945. и на тој функцију је остао до њеног укидања у Трсту.
После ослобођења Југославије обављао је низ дужности, од којих су најважније: 
- јавни тужилац НР Словеније, до марта 1948.
- републички и савезни посланик, до 1978.
- члан Извршног комитета ЦК СКЈ
- члан Председништва ЦК СК Словеније
- члан Председништва СР Словеније
- председник Председништва СР Словеније, од 1979. до 1984.
- члан Председништва ССРН Словеније
- члан Савета федерације, за кога је биран 1963, 1967, 1971, 1974, 1984. и 1988.

Имао је чин резервног генерал-мајора. 
Умро је 3. априла 1993. у Љубљани, где је и сахрањен на гробљу Жале.
Носилац је Партизанске споменице 1941. и других југословенских одликовања, међу којима су — Орден народног ослобођења, Орден партизанске звезде првог реда, Орден братства и јединства првог реда, Орден заслуга за народ првог реда и др. Указом Президијума Народне скупштине ФНРЈ одликован је 20. децембра 1951. Орденом народног хероја, а Указом Председништва СФРЈ одликован је 16. фебруара 1984. Орденом јунака социјалистичког рада.